# ラルフ・ペンザ
ラルフ・ペンザ（Ralph Penza, 1932年11月22日 - 2007年2月16日）はアメリカ合衆国の報道記者。ニューヨークの「WNBC」（アメリカNBC系列のフラッグシップ局）で特派員やキャスターを務めた。
1980年にWNBCに入社。1995年に一度退社するが、1997年10月に復帰した。この間に、6つのエミー賞を受賞するなど、多くの賞を受賞している。
WNBC入社前は、ワシントンで「WDVM」のキャスターやレポーターを務めたり、フィラデルフィアで「WCAU」のキャスターを務めた。また、「WCBS」や「WABC」ではプロデューサー、キャスター、レポーターとして働いた。
2007年2月16日、長い闘病生活を終えて亡くなった。74歳だった。